# Galeodes revestitus
Galeodes revestitus är en spindeldjursart som beskrevs av Roewer 1934. Galeodes revestitus ingår i släktet Galeodes och familjen Galeodidae. Inga underarter finns listade i Catalogue of Life.